# Мацуё, Наоки
Наоки Мацуё (яп. 松代 直樹; 9 апреля 1974) — японский футболист.

## Карьера
В 1997 году окончил университет Тэнри и подписал контракт с клубом «Гамба Осака». Первые годы не попадал в состав команды, уступая место в воротах сначала Хаято Оканаке, а после — Рёте Цудзуки. Положительные перемены произошли в середине сезона 2002 года, когда ему наконец удалось завоевать место в стартовом составе «Гамбы». В августе 2005, в полуфинале Кубка лиги против «Сересо Осака» получил тяжёлую травму и потерял место в составе. С этого момента основным вратарём «Гамбы» стал Ёсукэ Фудзигая, которого он заменял, когда тот был травмирован, а также в менее значимых кубковых матчах. Уверенно отыграл весь матч в финале Кубка Императора 2009 против клуба «Нагоя Грампус», который закончился победой «Гамбы» со счётом 4-1. Вскоре после финала объявил о завершении профессиональной карьеры.